# Oxyopes uncinatus
Oxyopes uncinatus är en spindelart som beskrevs av Roger de Lessert 1915. Oxyopes uncinatus ingår i släktet Oxyopes och familjen lospindlar. Inga underarter finns listade i Catalogue of Life.